# Hockliffe
Hockliffe è un paese di 730 abitanti della contea del Bedfordshire, in Inghilterra.